# Generator (album de Bad Religion)
Pour les articles homonymes, voir Generator.
Generator est le sixième album de Bad Religion, sorti en 1992 chez Epitaph.
C'est leur premier album avec le batteur Bobby Schayer (en).
Il présente un aspect moins conventionnel de Bad Religion, tout en gardant largement cette orientation punk rock / hardcore mélodique qui fait le succès du groupe. Les rythmes sont moins rapides et les structures parfois différentes de l'alternance entre les couplets et les refrains.

## Liste des morceaux
| No  | Titre                  | Durée |
| --- | ---------------------- | ----- |
| 1.  | Generator              | 3:21  |
| 2.  | Too Much To Ask        | 2:45  |
| 3.  | No Direction           | 3:14  |
| 4.  | Tomorrow               | 1:56  |
| 5.  | Two Babies In The Dark | 2:25  |
| 6.  | Heaven Is Falling      | 2:04  |
| 7.  | Atomic Garden          | 3:10  |
| 8.  | The Answer             | 3:21  |
| 9.  | Fertile Crescent       | 2:08  |
| 10. | Chimaera               | 2:28  |
| 11. | Only Entertainment     | 3:12  |

## Composition du groupe pour l'enregistrement
- Greg Graffin, chant
- Brett Gurewitz, guitare
- Greg Hetson, guitare
- Jay Bentley (en), basse
- Bobby Schayer (en), batterie